# Marco den Toom
Frederik Christiaan Marco den Toom (Hilversum, 29 januari 1978) is een Nederlandse musicus, organist, componist, dirigent, koorleider en arrangeur.

## Loopbaan
Den Toom werd in zijn jeugd reeds geboeid door de veelzijdigheid van het orgel. Doordat zijn vader orgelliefhebber was, heeft hij veel opnames van Piet van Egmond uit de Prinsessekerk in Amsterdam kunnen beluisteren en werd zijn passie voor het bespelen van het orgel geboren. Op twaalfjarige leeftijd maakte hij voor de EO-televisie in het programma 'Jong Geleerd' zijn openbare debuut als organist. Hij studeerde orgel aan het Utrechts Conservatorium en bij Herman van Vliet, Charles de Wolff, Klaas Jan Mulder en Jacques van Oortmerssen. Na zijn vakopleiding bouwde hij een carrière op als zelfstandig musicus.
Sinds 2009 is Den Toom ambassadeur van ‘Hauptwerk virtual organs’- USA, Germany & Holland.
Den Toom werd organist van de Hervormde Kerk in 's-Graveland, de Ichthuskerk in Soest, de Oude Kerk in Putten en dirigent van de christelijke gemengde zangvereniging 'Jubilate Deo' in Woudenberg. Als vaste organist is hij onder meer verbonden aan het Kamper mannenkoor 'Door Eendracht Verbonden', 'Vox Jubilans' uit Waddinxveen en Jong Urker mannenkoor 'Soli Deo Gloria'. 
Naast het geven van orgelconcerten in binnen- en buitenland werkt hij als begeleider en solist mee aan radio-, televisie-, dvd-producties en cd-opnamen. 
Van 2017 tot 2023 is Den Toom werkzaam als organist van het grote Van den Heuvel-orgel van de Nieuwe Kerk in Katwijk aan Zee. Medio 2023 volgde een benoeming tot titulair-organist van de Stichting Bovenkerk Kampen. In deze hoedanigheid is hij vaste bespeler van het befaamde vierklaviers Hinsz-orgel uit 1743 en het Reil-koororgel uit 1999 aldaar.
Naast klassiek werk speelt Den Toom veel populair-klassieke werken, improvisaties, populaire transcripties en slaat hij nieuwe wegen in door bijvoorbeeld de samenwerking in een duo-uitvoering met Zandtovenaar Gert van der Vijver.
Tijdens zijn jubileumconcert op 21 september 2019 (25 jaar musicus) werd hij, tijdens een uitverkocht Galaconcert in de Grote Zaal van het Koninklijk Concertgebouw te Amsterdam, onderscheiden als ridder in de Orde van Oranje-Nassau: "Zijn talent en inzet spelen een belangrijke rol in het levend houden van de orgelmuziek in binnen- en buitenland."

## Composities
- 'Jezus op aarde', oratorium voor gemengd koor (SATB), solist, orkest, orgel en piano (2007)
- 'Koraalboek bij de Psalmen' (voor orgel) (300 pagina's, 2011)
- 'Toccata Ruisseau pour Grand Orgue' (2012)
- 'Jozef', oratorium voor gemengd koor (SATB), solist, orkest, orgel en piano (2015)
- Tal van liederen, koraalcantates en psalmbewerkingen voor koor (SATB en TTBB)
- Tal van koraalbewerkingen voor kerkorgel

## Uitgaven
Divers werk van zijn hand verscheen als bladmuziek in druk bij Con Passione, zijn eigen muziekuitgeverij en stimuleert hierdoor op orgelgebied tevens de verbreding van de Nederlandse koraalkunst en het populariseren van de orgelkunst.

## Uitgebrachte cd's
- Marco
- De reis van je leven
- Kleurrijke improvisaties
- Full Color (orgeltranscripties)
- Reprovisatie
- Virtual interpretation
- Eigen koraalfantasieën
- Symphonic Color (St.-Eustache, Parijs)
- Orgelconcert vanuit de Bovenkerk Kampen
- Koraalbewerkingen met Passie
- Jozef (koor)
- Jezus op aarde (koor)
- Symphony of Grace (orkest)
- Savior (orkest)

Voorts werkte hij als begeleider en/of als dirigent mee aan ongeveer 300 cd's.
Zijn composities en arrangementen zijn ook op talloze albums te vinden waaraan hijzelf geen medewerking verleende.